# Semaeopus pustulata
Semaeopus pustulata là một loài bướm đêm trong họ Geometridae.